# Store Skjern Å Kanal
Store Skjernå Kanal, Skjern Å Nørrekanal eller Dalgaskanalen er en 23 km lang vandingskanal nord for Skjern Å anlagt af Hedeselskabet i 1871-1872. Det er Danmarks største kunstvandingsanlæg, der kunne vande 1.100 hektar eng ved overrisling.
I midten af 1800-tallet begyndte bønderne at lave små vandingskanaler langs åen for at kunne overrisle engene og dyrke mere hø. Hedeselskabet blev involveret i projekterne og stod for anlægget af kanalen. Kanalen begynder syd for Arnborg, hvor Rind Å løber ind i Skjern Å, og går parallelt med Skjern Å til Ahlergårde øst for Borris. Kanalen er 11 meter bred ved begyndelsen og har en vandføring på op til 3-4 kubikmeter pr. sekund, men er kun en ½ m bred grøft ved enden. Et stemmeværk styrede vandet ind i kanalen, hvorfra det ledtes ud over engene via talrige mindre kanaler.
Ved Skarrild krydser kanalen Lustrup bæk via en akvædukt; den er nu af beton, men var tidligere en jorddæmning.
Vandings-engenes havde stor landøkonomisk betydning, særligt i perioden fra omkring 1870 til 1920. Anlægget er i dag stort set ude af brug; allerede i begyndelsen af 1960'erne var de oprindelige 385 hektar vandings-enge reduceret til omkring 200 hektar, hvoraf kun omkring halvdelen var vedligeholdte og fungerende.

## Fredninger
- Ved sammenløbet af Skjern Å og Rind Å, hvor kanalen starter, er et 29 hektar stort område fredet i 1973.

- Ved Tarp, mellem Skarrild og Sønder Felding, er fredet cirka 1 hektar eng med vandingsrender. Her har ejeren forpligtet sig til at opretholde den gamle form for drift af engen.
- Ved Drongstrupgård lige øst for Sønder Felding har ejeren indgået aftale om en frivillig fredning af en cirka 2 hektar stor eng med vandingsrender ved gården[1].

## Eksterne kilder og henvisninger
1. ↑  Fredningskendelse vedr. Drongstrupgård 1979

- Om kanalen og fredningen på Danmarks Naturfredningsforenings webside.
- Tekst og billeder Arkiveret 10. januar 2012 hos  Wayback Machine Kulturarvsstyrelsens 1001 fortællinger om Danmark Arkiveret 7. januar 2012 hos  Wayback Machine
- Skjern Å Nørrekanal, Dalgaskanalen – eller Store Skjernå Kanal Arkiveret 8. januar 2012 hos  Wayback Machine Omfattende artikel af  Johs. Wienberg-Larsen på wienberg-larsen.dk

55°59′47.06″N 8°57′33.89″Ø / 55.9964056°N 8.9594139°Ø